# Goniothalamus longistylus
Goniothalamus longistylus är en kirimojaväxtart som beskrevs av Elmer Drew Merrill. Goniothalamus longistylus ingår i släktet Goniothalamus och familjen kirimojaväxter. Inga underarter finns listade i Catalogue of Life.